# بنجامين أتكينز
بنجامين أتكينز (بالإنجليزية: Benjamin Atkins) هو قاتل متسلسل أمريكي، ولد في 26 أغسطس 1968 في لويزيانا في الولايات المتحدة، وتوفي في 17 سبتمبر 1997 في جاكسون في الولايات المتحدة.